# 乌木蕨
乌木蕨（学名：Blechnidium melanopus）为乌毛蕨科乌木蕨属下的一个种。